# Gerolamo Sacco
Gerolamo Sacco (Bologna, 21 settembre 1980) è un cantautore, compositore e produttore discografico italiano.
Inizia la sua carriera di musicista nei primi anni 2000 come produttore e compositore, formandosi come compositore presso il Conservatorio Giovanni Battista Martini di Bologna.
Successivamente intraprende anche il percorso di cantautore.
È il fondatore della casa discografica bolognese "Miraloop" con la quale ha prodotto diversi artisti emergenti.

## Biografia

### Gli inizi: La musica elettronica, gli studi classici e la fondazione di Miraloop (1999 - 2008)
Gerolamo Sacco inizia il suo percorso musicale come autodidatta dall'età di diciannove anni, utilizzando principalmente sequencer, campionatori, musicassette e giradischi.
All'età di ventuno anni, nel 2002, in qualità di produttore, firma in esclusiva per la Media Records di Brescia, casa discografica fondata da Gianfranco Bortolotti: la prima pubblicazione avviene nel 2004 con "Once Upon a Time", 12 pollici firmato insieme a Gigi D'Agostino con lo pseudonimo "Elettrogang". Pubblicata in diverse compilation tra cui "Noisemaker Volume 1" e poi in vinile 12 pollici; il brano viene lanciato dall'emittente radiofonica M2O
Nel 2005 passa alla Pensieri Elettronici di Gigi D'Agostino e tra tanti intenti e idee musicali uno degli obiettivi è quello di conciliare la melodia italiana con il beat ballabile lento che aveva origine dai vinili 12 pollici registrati a 45 giri suonati a 33 giri: è l'inizio del "Lento violento", un nuovo sottogenere della musica elettronica e stile musicale a cui contribuisce fino al 2006.
Quell'anno, il successo radiofonico "Vorrei Fare una Canzone", accompagnerà il disco "Lento Violento... e altre storie" tra gli album più venduti in Italia: è infatti il terzo album più venduto nella settimana del 30 Aprile - 6 Maggio del 2007, nonché Disco d'Argento, raggiungendo secondo la FIMI l'82ª posizione tra i dischi più venduti del 2007.
Nello stesso anno, il 2007, si laurea alla facoltà di Lettere e Filosofia dell'Alma Mater Studiorum di Bologna in Storia della Musica Moderna e Contemporanea, con una tesi che ha come oggetto gli inizi da autodidatta di Franco Battiato, comprensiva di una lunga intervista inedita all'autore in questione. La tesi di Gerolamo Sacco è che la musica dell'era tecnicamente riproducibile (dai dischi alla musica elettronica) sia un'altra forma d'arte rispetto alla musica intesa come linguaggio notazionale o performance fisica, esattamente come lo è il cinema rispetto al teatro o la fotografia rispetto alla pittura.
Dal 2006 al 2010 studia al Conservatorio Giovanni Battista Martini di Bologna presso il dipartimento "Teoria e Analisi, Composizione e Direzione d'Orchestra" con il Maestro Cesare Augusto Grandi.

#### La fondazione di Miraloop
Alla fine 2007 inizia la carriera come produttore discografico fondando la Miraloop, che debutta sul mercato come casa discografica nel dicembre 2008 citata dall'ANSA con il titolo: "La prima casa discografica fondata da musicisti".
Miraloop si divide in quattro etichette indipendenti e ognuna si occupa di diversi generi musicali. Inizialmente distribuita dalla Made in Etaly di Milano e in partnership con Expanded Music di Bologna, Miraloop debutta con Musica sinfonica, Elettronica sperimentale, musica pop e dance/EDM: nasce così la prima etichetta della cosiddetta 'era digitale' a realizzare e vendere contemporaneamente più Generi musicali che spaziano dalla musica classica alla dance e dal pop-rock alla musica sperimentale.
Dal 2010 concluderà gli studi per dedicarsi completamente al progetto Miraloop.

### L'esordio con Gerolamo Sacco e gli altri progetti (2009 - 2018)
Nella stagione 2008-2009, Gerolamo Sacco pubblica la trilogia dei singoli "Margherita" - "Caterina" - "Alice", inaugurando la sua attività anche come cantautore, cambiando percorso artistico componendo tracce indie pop elettronica, stile seguito successivamente da altri artisti più noti.
Prima di pubblicare il suo primo album come cantautore, "Alieno", pubblica due album sperimentali dove fonde generi eterogenei come l'elettronica, il Rock progressivo e musica pensata come colonna sonora per il cinema, tra cui gli album "The Renaissance I", "The Renaissance II - Destinations".
In qualità di produttore, inizia quindi ad occuparsi di diversi versanti musicali, anche il rock: dopo aver lanciato la "band j rock/visual kei" nel 2009. Successivamente fonda gli "Insex", band che pubblica con Expanded Music e Miraloop l'LP "Inside Insane Insex" nel 2011, di cui Gerolamo è autore, compositore, produttore e tastierista programmatore.
Successivamente allo scioglimento del gruppo, nello stesso anno lancia il podcast "Gerolandia Express" dove, in due stagioni e 24 puntate, fino al dicembre del 2012, presenterà più di cento inediti mixando canzoni sia prodotte che interpretate con le voci dei fan.
Nel 2013 dopo il singolo "Cyber Eye" con la band "The Dragonfly Tales" esce l'album "Alieno", il primo disco firmato Gerolamo Sacco che entra in una classifica di vendita, invero la top 100 iTunes, posizionandosi al numero 29.
"Alieno" è anche il primo concept album di Gerolamo Sacco nonché il suo LP d'esordio come cantautore. Il disco contiene 21 canzoni legate fra loro da un filo narrativo
Seguiranno i primi interessamenti da parte del mondo delle radio sul singolo "Alieno Blues" nel 2014, anno in cui Gerolamo pubblica anche il singolo "Magicamentemia" e il terzo capitolo della saga "Renaissance", ovvero "The Renaissance III - to the Stars", a cui seguirà l'album "Festival" uscito nell'estate del 2015, che raggiunge la posizione 14 degli album più venduti nella top 100 di iTunes nella settimana che va dal 4 all'11 luglio 2015.
Sul versante della musica elettronica e sperimentale inventa un nuovo genere insieme a Pablo Ort, il "Deggae" (dark reggae).
Nel 2015 crea la compilation "Look Beyond, the Evolution of Dub" che affronta un nuovo tipo di musica dub. La compilation arriva al numero 1 della Beatport Top 100, successo che sarà bissato dal nuovo progetto elettronico sperimentale che porta lo pseudonimo di "Ethiopia Ringaracka", tutto costruito su voci campionate nel 2016. Il primo disco del progetto Ethiopia Ringaracka, "Afrofuturism", raggiunge la prima posizione mensile della chart "Reggae-Dub" di Beatport.
Nel 2017 e 2018 inizia a collaborare con l'Università di Ferrara alla creazione di colonne sonore e sonorizzazione.
Nello stesso periodo raggiunge il traguardo di più di 100 posizionamenti in classifica di vendita con diversi progetti discografici aperti come produttore per sé o per altri artisti. Pubblica tre singoli che anticipano il nuovo album "Mondi Nuovi", il secondo disco come cantautore.

### Da "Mondi Nuovi" in poi (2019 - oggi)
«Ogni viaggio è un intersecarsi di mille piani: la nostra evoluzione personale, gli spazi che attraversiamo, le esperienze e le persone che ci lasciamo alle spalle e quelle che ci aspettiamo di trovare all'arrivo [...] ]»
"Mondi Nuovi" esce il 19 giugno 2019, posizionandosi al numero 9 tra i dischi più scaricati in Italia su iTunes-Apple Music e al numero 25 in Russia. Da "Mondi Nuovi" verranno poi estratti i singoli "Casa Mia", "Stelle Dipinte" e "Momo", in ordine cronologico rispetto al concept dell'album.

## Discografia

### Come Elettrogang
Singoli
- 2005 - Once Upon a Time

Compilation
- 2004 - Altromondo Studios Compilation
- 2005 - Noisemaker Compilation Laboratorio 1
- 2005 - Noisemaker Compilation Laboratorio 2

### Come "Gigi d'Agostino & The Magic Melodien"
Album
- 2007 - Lento Violento... e altre storie

### Come Insex (band)
Album studio
- 2011 - Inside Insane Insex (come INSEX)

Singoli
- 2009 - Pray Me
- 2010 - Wonderful

### Come Gerolamo Sacco
Album studio
- 2010 - The Renaissance EP
- 2011 - The Renaissance II - Destinations
- 2013 - Alieno
- 2014 - The Renaissance III - To the Stars
- 2015 - Festival
- 2019 - Mondi Nuovi

Compilations
- 2015 - Look Beyond - the Evolution of Dub
- 2019 - Miraloop Acqua Party 2019

### Come Ethiopia Ringaracka
Album studio
- 2016 - Afrofuturism
- 2020 - Afrofuturism Vol 2

Singoli
- 2014 - Black Magic
- 2015 - The Space
- 2017 - Eletnidy
- 2018 - Doremi

Compilations
- 2015 - Look Beyond - the Evolution of Dub
- 2019 - Miraloop Acqua Party 2019